# 塞尼卡 (伊利諾伊州)
塞尼卡（英語：Seneca）是位於美國伊利諾伊州格蘭迪縣的一個村落。

## 地理
塞尼卡的座標為41°18′40″N 88°36′35″W / 41.31111°N 88.60972°W，而該地最高點為海拔高度153米（即502英尺）。

## 人口
根據2010年美國人口普查的數據，塞尼卡的面積為18.11平方千米，當中陸地面積為17.00平方千米，而水域面積為1.11平方千米。當地共有人口2371人，而人口密度為每平方千米130人。